# S. Cofré
| Planetas menores descubiertos: 11 | Planetas menores descubiertos: 11 | Planetas menores descubiertos: 11 | Planetas menores descubiertos: 11 |
| --------------------------------- | --------------------------------- | --------------------------------- | --------------------------------- |
| 1973 Colocolo                     | 18 de julio de 1968               | [ n 1 ]                           | MPC                               |
| 1974 Caupolicán                   | 18 de julio de 1968               | [ n 1 ]                           | MPC                               |
| 1992 Galvarino                    | 18 de julio de 1968               | [ n 1 ]                           | MPC                               |
| 2028 Janequeo                     | 18 de julio de 1968               | [ n 1 ]                           | MPC                               |
| 2654 Ristenpart                   | 18 de julio de 1968               | [ n 1 ]                           | MPC                               |
| 4878 Gilhutton                    | 18 de julio de 1968               | [ n 1 ]                           | MPC                               |
| 5659 Vergara                      | 18 de julio de 1968               | [ n 1 ]                           | MPC                               |
| (8605) 1968 OH{{{2}}}             | 18 de julio de 1968               | [ n 1 ]                           | MPC                               |
| (17350) 1968 OJ{{{2}}}            | 18 de julio de 1968               | [ n 1 ]                           | MPC                               |
| (27655) 1968 OK{{{2}}}            | 18 de julio de 1968               | [ n 1 ]                           | MPC                               |
| 43722 Carloseduardo               | 18 de julio de 1968               | [ n 1 ]                           | MPC                               |
| 1.                                |                                   |                                   |                                   |

S. Cofré es o fue un astrónomo chileno de la Universidad de Chile y codescubridor de 11 planetas menores junto con el astrónomo chileno Carlos Torres del observatorio astronómico Cerro El Roble, Chile, en 1968.  Uno de sus co-descubrimientos es el asteroide interior del cinturón principal de 10 kilómetros de tamaño y miembro de la familia Eos, 1992 Galvarino, llamado así por el Galvarino, un guerrero mapuche del siglo XVI.